# مجید رضوی
مجید رضوی  (زادهٔ ‌۲۸ اردیبهشت ۱۳٧۶) خواننده، ترانه‌سرا و آهنگساز موسیقی پاپ ایرانی است. رضوی در جشن حافظ، به عنوان بهترین خوانندۀ پاپ سال ۱۴۰۲ ایران معرفی شد.

## فعالیت هنری
مجید رضوی فعالیت حرفه‌ای خود را در سال ١٣٩٧ با تهیه کنندگی شرکت اکسیرنوین به مدیریت محمدرضا خانزاده آغاز کرد. او اولین کنسرت خود را ۱ اسفند ۱۴۰۰ در رویال هال هتل اسپیناس پالاس و بعد از آن در شهرهای مختلف برگزار کرد. رضوی از از ابتدای بهمن سال ۱۴۰۱ تا تیرماه ۱۴۰٣ توانسته است با بیش از ۶٠٠ سانس در صدر جدول خوانندگان پاپ از نظر تعداد برگزاری کنسرت قرار گیرد.
اوج فعالیت او در سال ۱۴۰۱ بود که توانست در برنامه‌های معتبر و پرمخاطب حضور داشته‌باشد. او ترانه «نگین قلبمی» را در ویژه برنامه عصر جدید برای سال نو اجرا کرد.
مجید رضوی در کنسرت‌های خود رکورد خواندن ٢٢ موزیک در ١٠٠ دقیقه را دارد که نشان می‌دهد او نمایش مدیریتی درست و یک کنسرت موفق را پشت سر گذاشته است؛

## حواشی
در روز سه شنبه ۵ اردیبهشت ۱۴۰۲ در یکی از کنسرت‌های مجید رضوی درشهر کرمان به خاطر حجاب، درگیری و تنش ایجاد و به آشوب ختم شد.

## ترانه‌شناسی

### تک‌آهنگ‌ها
| شماره | ترانه       | تاریخ پخش        | ترانه‌سرا               | آهنگ‌ساز                | تنظیم‌کننده  |
| ----- | ----------- | ---------------- | ---------------------- | ---------------------- | ----------- |
| ١     | پدیده       | ۶ اردیبهشت ١٣٩٧  | مجید رضوی              | مجید رضوی              | امیر پدرام  |
| ٢     | از خودت بگو | ١٢ شهریور ١٣٩٧   | مجید رضوی              | مجید رضوی              | امیر پدرام  |
| ٣     | آسمون       | ١١ بهمن ۱۳٩٨     | مجید رضوی              | مجید رضوی              | امیر پدرام  |
| ۴     | دسته گل     | ۹ دی ۱۳۹۹        | مجید رضوی              | مجید رضوی              | میلاد ترابی |
| ۵     | چشم نظر     | ١٢ فروردین ۱۴۰۰  | مجید رضوی              | مجید رضوی              | مسعود جهانی |
| ۶     | نگین قلبمی  | ۱۵ آذر ۱۴۰۰      | مجید رضوی              | مجید رضوی              | مسعود جهانی |
| ٧     | اینا        | ۵ دی ۱۴۰۰        | مجید رضوی              | مجید رضوی              | مسعود جهانی |
| ٨     | بالاخره     | ۳ بهمن ۱۴۰۰      | مجید رضوی              | مجید رضوی              | مسعود جهانی |
| ٩     | پنج صبح     | ۱۹ بهمن ۱۴۰۰     | مجید رضوی              | مجید رضوی              | میلاد ترابی |
| ١٠    | طلا         | ۲۴ بهمن ۱۴۰۰     | مجید رضوی              | مجید رضوی              | مسعود جهانی |
| ١١    | منم         | ۲۰ اردیبهشت ۱۴۰۱ | مجید رضوی              | مجید رضوی              | مسعود جهانی |
| ١٢    | گرگ و میش   | ۵ تیر ۱۴۰۱       | مجید رضوی و آرشا رادین | مجید رضوی و آرشا رادین | مسعود جهانی |
| ١٣    | پر میزنه    | ۱۲ بهمن ۱۴۰۱     | مجید رضوی              | مجید رضوی              | مسعود جهانی |
| ١۴    | خجالتی      | ۲۹ اسفند ۱۴۰۱    | مجید رضوی              | مجید رضوی              | مسعود جهانی |
| ١۵    | قلبمی پس    | ۱۲ اردیبهشت ۱۴۰۲ | مجید رضوی              | مجید رضوی              | مسعود جهانی |
| ١۶    | زیبا        | ۲۲ خرداد ۱۴۰۲    | مجید رضوی              | مجید رضوی              | مسعود جهانی |
| ١٧    | تنگ میشه دل | ۱۲ مهر ۱۴۰۲      | مجید رضوی              | مجید رضوی              | مسعود جهانی |
| ١٨    | فرشته       | ۱۰ آبان ۱۴۰۲     | مجید رضوی              | مجید رضوی              | مسعود جهانی |
| ١٩    | دوست دارم   | ۱۵ دی ۱۴۰۲       | مجید رضوی              | مجید رضوی و آرشا رادین | علی بیات    |
| ٢٠    | متأسفانه    | ۹ اسفند ۱۴۰۲     | مجید رضوی و نیما معین  | مجید رضوی و نیما معین  | علی بیات    |
| ٢١    | دلم تنگه    | ۲۲ اردیبهشت ۱۴۰۳ | مجید رضوی و نیما معین  | مجید رضوی و نیما معین  | علی بیات    |
| ٢٢    | ستاره       | ١۴ شهریور ١۴٠٣   | مجید رضوی و نیما معین  | مجید رضوی و نیما معین  | علی بیات    |
| ٢٣    | مثل تو      | ٢٢ آبان ١۴٠٣     | مجید رضوی و نیما معین  | مجید رضوی و نیما معین  | علی بیات    |
| ۲۴    | چشم تو      | ۲۱ دی ۱۴۰۳       | مجید رضوی و نیما معین  | مجید رضوی و نیما معین  | علی بیات    |
| ۲۵    | کی میدونه   | ۲۹ فروردین ۱۴۰۴  | مجید رضوی و نیما معین  | مجید رضوی و نیما معین  | علی بیات    |